# Bulls (Nowa Zelandia)
Bulls (maor. Pūru-tāone) – miejscowość w Nowej Zelandii, na Wyspie Północnej, w regionie Manawatu-Wanganui.